# Национальный оркестр Радио Румынии
Национальный оркестр Румынского радио (рум. Orchestra Națională Radio) — румынский симфонический оркестр и радиоансамбль. Основан в 1928 г. при румынской радиовещательной корпорации под названием Симфонический оркестр Румынского радио. Первый руководитель и главный дирижёр оркестра — Михаил Жора, именем которого ныне назван концертный зал в Бухаресте (на 1000 мест), постоянная эстрадная площадка оркестра. С 1932 г., помимо выступлений по радио, оркестр стал давать публичные концерты.
За годы существования оркестра за его пульт становились дирижёры Виллем Менгельберг, Игорь Маркевич, Курт Мазур, Маттиас Манаси, Геннадий Рождественский, Лейф Сегерстам, Юрий Ботнари, в качестве солистов с оркестром выступали Монтсеррат Кабалье, Святослав Рихтер, Эмиль Гилельс, Иегуди Менухин, Айзек Стерн, Давид Ойстрах, Мстислав Ростропович и другие международные знаменитости, а также ведущие румынские исполнители, в том числе дебютировавшие с оркестром в юном возрасте Йон Войку и Штефан Георгиу.
В дискографии оркестра преобладают сочинения Джордже Энеску.

## Руководители оркестра
- Михаил Жора (1928—1933)
- Альфред Алессандреску (1933—1938)

…
- Альфред Алессандреску (1945—1947)
- Джордже Джорджеску (1947—1953)
- Иосиф Конта (1954—1982)

…
- Хория Андрееску (с 1999 года)